# Marina Anisina
Marina Vjačeslavovna Anisina (in russo Марина Вячеславовна Анисина?; Mosca, 30 agosto 1975) è un'ex pattinatrice artistica su ghiaccio russa naturalizzata francese.

## Palmarès
Con Gwendal Peizerat per la Francia
| Results | Results        | Results        | Results        | Results        | Results        | Results        | Results        | Results        | Results        |
| Internazionali | Internazionali | Internazionali | Internazionali | Internazionali | Internazionali | Internazionali | Internazionali | Internazionali | Internazionali |
| Evento | 1993–94        | 1994–95        | 1995–96        | 1996–97        | 1997–98        | 1998–99        | 1999–00        | 2000–01        | 2001–02        |
| --- | -------------- | -------------- | -------------- | -------------- | -------------- | -------------- | -------------- | -------------- | -------------- |
| Giochi olimpici invernali                                                                                                 |                |                |                |                | 3°             |                |                |                | 1°             |
| Campionati mondiali | 10°            | 6°             | 4°             | 5°             | 2°             | 2°             | 1°             | 2°             |                |
| Campionati europei | 12°            | 5°             | 4°             | 4°             | 3°             | 2°             | 1°             | 2°             | 1°             |
| GP (CS) Finale |                |                | 3°             | 3°             | 3°             | 2°             | 1°             |                | 2°             |
| GP International de Paris / Trophée de France/Lalique                                                                     | 3°             | 1°             | 2°             | 1°             | 2°             | 1°             | 1°             | 1°             | 1°             |
| GP Nations Cup |                | 1°             |                |                | 2°             |                |                |                |                |
| GP NHK Trophy | 5°             | 3°             | 1°             | 2°             |                | 1°             | 1°             | 1°             | 1°             |
| GP Skate Canada |                |                | 2°             | 2°             |                |                |                | 1°             |                |
| GP Skate America |                | 2°             |                |                |                | 1°             |                |                |                |
| Ondrej Nepela | 1°             |                |                |                |                |                |                |                |                |
| Piruetten | 5°             |                |                |                |                |                |                |                |                |
| Nazionali |                |                |                |                |                |                |                |                |                |
| Campionati francesi | 2°             | 2°             | 1°             | 1°             | 1°             | 1°             | 1°             | 1°             |                |
| GP = è diventato parte del circuito Champions Series nella stagione 1995–96, rinominata Grand Prix dalla stagione 1998-99 |                |                |                |                |                |                |                |                |                |

Con Il'ja Averbuch per la Russia e l'Unione Sovietica
| Internazionali             | Internazionali | Internazionali | Internazionali |
| Evento                     | 1989–90        | 1990–91        | 1991–92        |
| -------------------------- | -------------- | -------------- | -------------- |
| Campionati mondiali junior | 1°             | 4°             | 1°             |